# Liste der Friedhöfe in Dresden

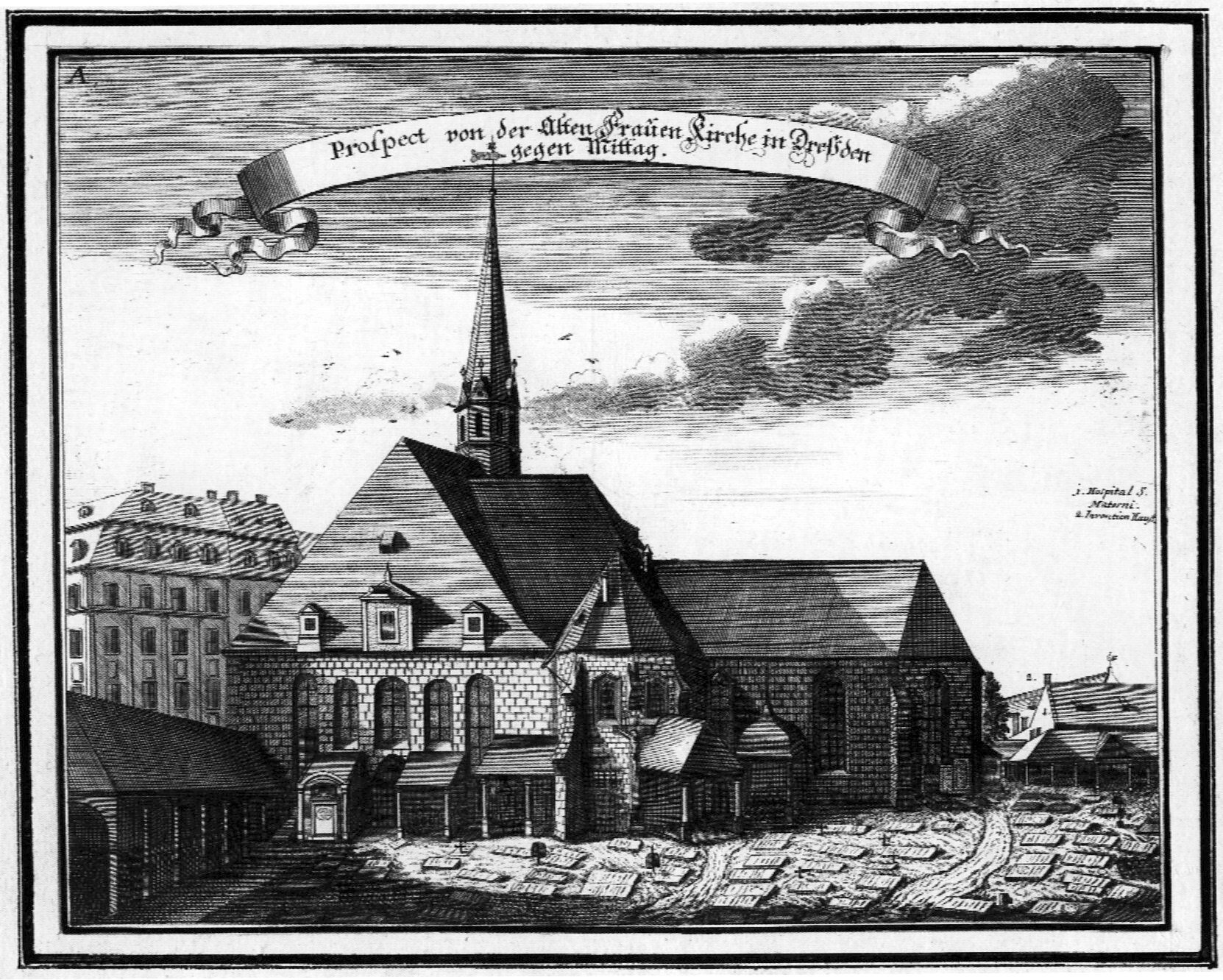
Der Kirchhof an der ersten Frauenkirche Zu unserer lieben Frauen auf einem Stich von Moritz Bodenehr (1714)

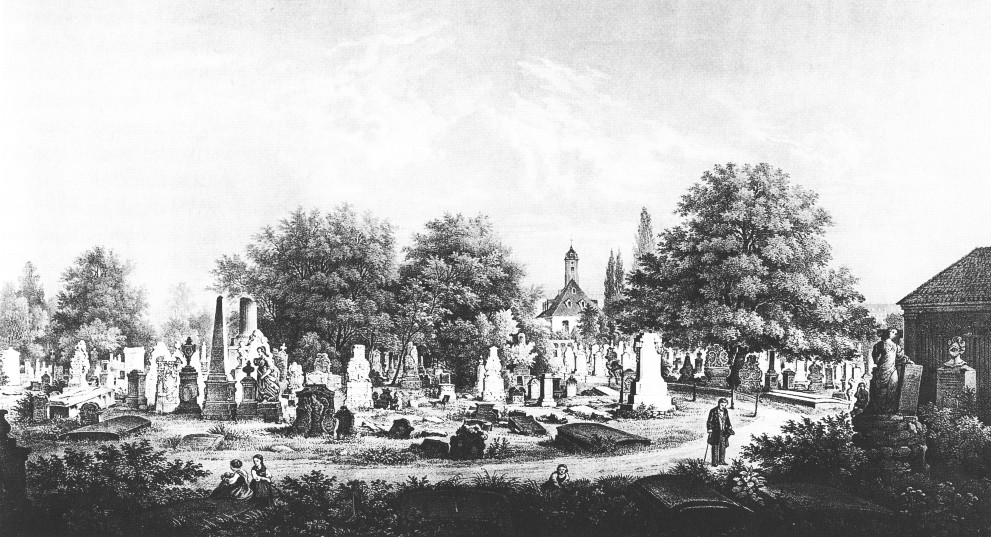
Carl Wilhelm Arldt: Der alte Johanniskirchhof vor seiner Säkularisierung (1858)

Die Liste der Friedhöfe in Dresden zeigt die 58 Friedhöfe der sächsischen Landeshauptstadt Dresden, die teilweise von kulturhistorisch bedeutendem Rang sind. Die Mehrzahl der Friedhöfe gehört zur evangelisch-lutherischen Kirche. Neben zwei römisch-katholischen Friedhöfen befinden sich in Dresden auch zwei jüdische Friedhöfe, darunter der älteste jüdische Friedhof Sachsens aus dem Jahr 1751, sowie fünf kommunale Friedhöfe. Die Gesamtfläche der Friedhöfe beträgt etwa 173 Hektar.
Der älteste Friedhof Dresdens war der Kirchhof der ersten Frauenkirche Zu unserer lieben Frauen, der wie die Kirche wahrscheinlich schon im 11. Jahrhundert existierte, im 16. Jahrhundert jedoch zu klein und im Zuge des Neubaus der Frauenkirche 1722 bis 1727 eingeebnet wurde. Wenige Bruchstücke des Frauenkirchhofs befinden sich heute im Stadtmuseum Dresden. Im Zuge der Pestepidemien ab dem 16. Jahrhundert ging man dazu über, neue Friedhöfe außerhalb der Stadtmauern anzulegen. Bereits 1571 wurde vor dem Pirnaischen Tor der erste Johannisfriedhof als Kirchhof der Begräbniskirche St. Johannis geweiht, auf dem zwischen 1633 und 1680 zahlreiche Opfer der Pest beerdigt wurden, bevor man den Friedhof 1858 auflöste. Neben dem Johanniskirchhof und dem Friedhof des 1839 abgerissenen Bartholomäus-Hospitals galten auch die noch heute erhaltenen Begräbnisstätten Eliasfriedhof – neben dem Alten Katholischen Friedhof der älteste erhaltene Friedhof der Stadt – und Trinitatisfriedhof als sogenannte Pest- oder Seuchenfriedhöfe, die zu damaliger Zeit außerhalb der Stadtmauern lagen.
Katholische und jüdische Friedhöfe waren in Dresden noch im 18. Jahrhundert verboten. Nachdem August der Starke 1697 zum katholischen Glauben übergetreten war, nahm in den folgenden Jahren der Zuzug katholischer Künstler, Gelehrter und Beamter so stark zu, dass 1720 der erste katholische Friedhof Dresdens außerhalb der Stadtmauern angelegt wurde, der als Alter Katholischer Friedhof noch heute erhalten ist. Infolge langer Verhandlungen konnte 1751 mit dem Alten Jüdischen Friedhof in Dresden der erste jüdische Friedhof Sachsens geweiht werden. Im Zuge der Eingemeindung umliegender Dörfer nach Dresden wuchs die Zahl der Friedhöfe der Stadt seit dem 19. Jahrhundert kontinuierlich an, sodass derzeit 58 Friedhöfe zur Stadt Dresden gehören.
Eine Jury, der unter anderem auch Margot Käßmann angehörte, vergab am 8. November 2011 den „Bestattungen.de-Award 2011“ und zeichnete den Johannisfriedhof als „schönsten Friedhof Deutschlands“ aus.
Auf 34 Friedhöfen in Dresden gibt es 2265 Einzelgräber und 22.521 Quadratmeter Sammelgrabfläche für die Opfer der beiden Weltkriege und Personen, die in Folge von Gewaltherrschaft und auf Grund von rechtsstaatswidrigen Maßnahmen des kommunistischen Regimes ums Leben gekommen sind. Die größten Kriegsgräberanlagen befinden sich auf dem städtischen Heide- sowie Nordfriedhof, dem staatlichen Garnisonsfriedhof und zahlreichen kirchlichen Friedhöfen.

## Legende
- Bild: Zeigt markante Gräber bekannter Persönlichkeiten oder Überblicksdarstellungen, wenn solche Gräber fehlen. Im Falle von Kirchfriedhöfen wurde meist die Kirche selbst als markantes Bauwerk zur Bebilderung genutzt.
- Name: Nennt den Namen des Friedhofs.
- Stadtteil: Nennt den Stadtteil in Dresden, in dem sich der jeweilige Friedhof befindet.
- Straße: Nennt die zugehörige Anschrift des Friedhofs in Dresden.
- Größe in m²: Nennt die Größe des Friedhofs in Quadratmetern.[4]
- Gründung: Nennt das Jahr oder den ungefähren Zeitraum, in dem der Friedhof angelegt wurde.
- Trägerschaft: Nennt die konfessionelle oder öffentliche Trägerschaft.
- Sonstiges: Gibt kurze Angaben zu Gräbern prominenter Persönlichkeiten, Angaben zu Kriegsgräberstätten oder generelle Informationen zur Lage oder der derzeitigen Nutzung.

## Liste der Friedhöfe in Dresden
| Bild                                      | Name                                  | Stadtteil                                  | Straße                           | Größe in m² | Gründung        | Trägerschaft           | Sonstiges |
| ----------------------------------------- | ------------------------------------- | ------------------------------------------ | -------------------------------- | ----------- | --------------- | ---------------------- | --- |
|                                           | Alter Annenfriedhof                   | Südvorstadt                                | Chemnitzer Straße 32             | 39.000      | 1848            | evangelisch-lutherisch | Grab von Minna Wagner, Johann Karl Ulrich Bähr, Julius Schnorr von Carolsfeld. Gräberfelder für 790, überwiegend zivile Bombenopfer |
|                                           | Neuer Annenfriedhof                   | Löbtau                                     | Kesselsdorfer Straße 29/30       | 143.300     | 1875            | evangelisch-lutherisch | Grab von Hermann Reichelt und Paul Büttner, Gedenkstein von Abraham Gottlob Werner Über 900 Bombenopfer |
|                                           | Briesnitz Innerer Friedhof            | Briesnitz                                  | Am Kirchberg                     | 17.800      | um 1273         | evangelisch-lutherisch | Kirchfriedhof der Briesnitzer Kirche Bombenopfer |
|                                           | Briesnitz Äußerer Friedhof            | Briesnitz                                  | Merbitzer Straße 21              | 13.700      | 1886            | evangelisch-lutherisch | Grab der Muse der Brücke-Künstler Lina Franziska Fehrmann (nicht erhalten, Gedenkstein), Grab von Hellmuth Bräuer |
|                                           | Bühlauer Friedhof                     | Bühlau                                     | Cunewalder Straße                | 13.500      | 1898            | evangelisch-lutherisch | Kirchfriedhof, Grab von Hermann Rühle, Oskar Fritz Beier und Heinz Melkus |
|                                           | Coschützer Friedhof                   | Coschütz                                   | Bernhardstraße/Karlsruher Straße | 11.900      | 1898            | evangelisch-lutherisch | Grab des Bildhauers Ewald Escher, Gedenkstätte für die Opfer des Ersten Weltkriegs |
|                                           | Cossebauder Bergfriedhof              | Cossebaude                                 | Friedhofsweg                     | 20.000      | 1919            | evangelisch-lutherisch | Hanglage, naturnahe terrassenförmige Gestaltung |
|                                           | Cottaer Friedhof                      | Gorbitz                                    | Gorbitzer Straße 4–6             | 36.000      | 1897            | evangelisch-lutherisch | Grab von Elfride Trötschel, Gedenkkreuz für die Toten des Zweiten Weltkrieges, auch die 100 hier ruhenden Bombenopfer |
|                                           | Friedhof Dölzschen                    | Dölzschen                                  | Friedhofsweg                     | 7.700       | 1923            | kommunal               | Grab von Victor Klemperer, Karl Trinks, Wolfgang Lange; Friedhof steht seit 2000 unter Denkmalschutz |
|                                           | Eliasfriedhof                         | Altstadt (Altstadt I, Pirnaische Vorstadt) | Ziegelstraße                     | 12.800      | 1680            | evangelisch-lutherisch | stillgelegt; Grab von Wilhelm Gotthelf Lohrmann, Johann Gottlieb Naumann, Justus Friedrich Güntz |
|                                           | Eschdorfer Friedhof                   | Eschdorf                                   | Kirchberg 3                      | 3.280       | um 1348         | evangelisch-lutherisch | Kirchfriedhof; Grab des Vaters von Gottlieb Traugott Bienert, historische Gräber an der Kirchmauer |
| Gräber des Sowjetischen Garnisonfriedhofs | Sowjetischer Garnisonfriedhof Dresden | Albertstadt                                | Kannenhenkelweg                  | 25.800      | 1945            | kommunal               | stillgelegt, unter Denkmalschutz, Friedhof gefallener oder auf andere Weise ums Leben gekommener sowjetischer Soldaten und anderer Sowjetbürger; 1996 bis 2019 in Trägerschaft des Freistaats Sachsen                                                                                              |
|                                           | Gitterseer Friedhof                   | Gittersee                                  | Friedhofstraße                   | 9.000       | 1895            | evangelisch-lutherisch | Kirchfriedhof der Paul-Gerhardt-Kirche |
|                                           | Obergorbitzer Friedhof                | Gorbitz                                    | Rädestraße 31                    | 9.800       | 1905            | evangelisch-lutherisch | Gedenkstätte für gefallene Soldaten des Zweiten Weltkriegs |
|                                           | Heidefriedhof                         | Trachau                                    | Moritzburger Landstraße 299      | 533.000     | 1934            | kommunal               | Gräber von O. F. Weidling, Wilhelm Richter Massengräber für Bombenopfer und „Aschegrab“ für Tausende auf dem Altmarkt verbrannte Tote |
|                                           | Hellerau-Rähnitzer Friedhof           | Rähnitz                                    | Ludwig-Kossuth-Straße 20         | 6.950       | 1899            | evangelisch-lutherisch | Kirchfriedhof; Denkmal für die Opfer des Ersten Weltkriegs, Gräber von John Ulrich Schroeder und Max Merbt (nicht erhalten) |
|                                           | Hosterwitz – Kirchhof Maria am Wasser | Hosterwitz                                 | Kirchgasse 6                     | um 1.500    | 1500            | evangelisch-lutherisch | Kirchfriedhof; 1870–1930 stillgelegt; Gräber von Wanda Bibrowicz, Max Wislicenus und Amadeus Webersinke |
|                                           | Hosterwitzer Friedhof                 | Hosterwitz                                 | Dresdner Straße 20               | 7.360       | 1870            | evangelisch-lutherisch | Gräber der Glaskünstler Leopold und Rudolph Blaschka sowie des Pflanzenzüchters Otto Schindler 44 Luftkriegstote in Einzel- und Sammelgräbern |
|                                           | Johannisfriedhof                      | Tolkewitz                                  | Wehlener Straße 13               | 246.000     | 1881            | evangelisch-lutherisch | Grab von Walther Schieck, Heinrich Ernemann, Charlotte Basté, Georg Treu 4.250 Tote aus Zweitem Weltkrieg, davon über 3.700 Bombenopfer und 328 Hingerichtete |
|                                           | Alter Jüdischer Friedhof              | Äußere Neustadt                            | Pulsnitzer Straße 12             | 3.500       | 1751            | jüdisch                | stillgelegt, ältester jüdischer Friedhof Sachsens |
|                                           | Neuer Jüdischer Friedhof              | Johannstadt                                | Fiedlerstraße 3                  | 11.900      | 1867            | jüdisch                | Grab von Georg Arnhold, Rudolf Axen, Heinrich Conradi, Bruno Gimpel, Helmut Eschwege, Julius Wahle |
|                                           | Kaditz – Kirchhof                     | Kaditz                                     | Altkaditz                        | 5.440       | um 1500         | evangelisch-lutherisch | Kirchfriedhof, Gedenkstätte für die Gefallenen aus beiden Weltkriegen, Familiengrab von Christian Gottlieb Ziller und Moritz Ziller |
|                                           | Kaditz – 2. Friedhof                  | Kaditz                                     | Serkowitzer Straße               | 8.180       | 1862            | evangelisch-lutherisch | Grabanlage für 117 französische Kriegsgefangene des Deutsch-Französischen Krieges 1870/1871 |
|                                           | Kaditz – 3. Friedhof                  | Kaditz                                     | Spitzhausstraße                  | 17.290      | 1878            | evangelisch-lutherisch | Einzelgräber und Sammelgrab für 59 Opfer der Bombardierung Dresdens im Februar 1945, Denkmal für die Opfer der Kriege 1866 und 1870/71 und des Zweiten Weltkriegs |
|                                           | Alter Katholischer Friedhof           | Friedrichstadt                             | Friedrichstraße 54               | 11.000      | 1721            | römisch-katholisch     | Gräber von Carl Maria von Weber, Friedrich Schlegel, Balthasar Permoser, Gerhard von Kügelgen 22 zivile Opfer von Luftangriffen in Einzelgräbern |
|                                           | Neuer Katholischer Friedhof           | Friedrichstadt                             | Bremer Straße 20                 | 33.000      | 1874            | römisch-katholisch     | Grab von Ludwig Richter, Nikolaus Graf von Seebach, Gedenkstätten für 87 Opfer der Bombardierung Dresdens und die im Hof des Gefängnisses am Münchner Platz in der NS-Zeit Hingerichteten |
|                                           | Klotzsche – Kirchhof                  | Klotzsche                                  | Altklotzsche 63a                 | 1.500       | 1321            | evangelisch-lutherisch | Kirchfriedhof der Alten Kirche Klotzsche |
|                                           | Alter Friedhof Klotzsche              | Hellerau                                   | Am Hellerrand 2a                 | 19.930      | 1886            | evangelisch-lutherisch | Grab von Karl Gjellerup, Sophus Ruge, Woldemar Kandler, Karl Schmidt-Hellerau |
|                                           | Neuer Friedhof Klotzsche              | Klotzsche                                  | Am Friedhof 6                    | 15.000      | 1932            | evangelisch-lutherisch | Grab der Kinderbuchillustratorin Gertrud Caspari, Gemeinschaftsgrabstätte für die Opfer des Absturzes des Passagierflugzeugs 152 bei Ottendorf-Okrilla Gräber für 50 Luftkriegsopfer (zum Teil überbettet) und 33 Soldaten                                                                         |
|                                           | Langebrücker Friedhof                 | Langebrück                                 | Kirchstraße 44                   | 10.300      | um 1288         | evangelisch-lutherisch | Kirchfriedhof der Langebrücker Kirche, Gräber von Jean Louis Nicodé, Jakob Weinheimer und Hugo Hickmann, Gräber teilweise aus der Barock-Zeit |
|                                           | Leuben – Kirchhof                     | Leuben                                     | Altleuben                        | 520         | um 1362         | evangelisch-lutherisch | Kirchfriedhof, seit Ende des 19. Jahrhunderts stillgelegt |
|                                           | Leubener Friedhof                     | Leuben                                     | Pirnaer Landstraße 113           | 24.400      | 1675            | evangelisch-lutherisch | Grab von Caroline Neuber, das Grab von Christian Gärtner ist nicht erhalten 29 Luftkriegstote in Einzel- und Sammelgräbern und 14 Verstorbene aus Lazarettzug |
|                                           | Friedhof Leubnitz-Neuostra            | Leubnitz                                   | Altleubnitz                      | 23.000      | um 1288         | evangelisch-lutherisch | Kirchfriedhof, zahlreiche historische Grabsteine, Grab von Johann Georg Palitzsch, Friedrich Adolf Willers, Ulli Melkus, Bernhard Kretzschmar Sammelgrab mit 37 Luftkriegsopfern |
|                                           | Lockwitzer Friedhof                   | Lockwitz                                   | Maxener Straße                   | 11.000      | 1757            | evangelisch-lutherisch | Gedenkstätte für die Opfer beider Weltkriege. Einzel- und Sammelgräber für 23 Luftkriegstote |
|                                           | Loschwitz – Kirchhof                  | Loschwitz                                  | Pillnitzer Landstraße 9          | rund 400    | 1708            | evangelisch-lutherisch | Kirchfriedhof, seit 1907 stillgelegt, seit 1978 unter Denkmalschutz, Gedenkstein für Gerhard von Kügelgen, Grab von Eduard Maria Oettinger und James Ogilvy 34 Luftkriegsopfer in Sammel- und Einzelgräbern                                                                                        |
|                                           | Loschwitzer Friedhof                  | Loschwitz                                  | Pillnitzer Landstraße 80         | 17.700      | 1806            | evangelisch-lutherisch | „Künstlerfriedhof“, seit 1985 unter Denkmalschutz, Gräber von Hermann Glöckner, Walter Arnold, Wilhelm Lachnit, Hans Theo Richter, Kurt Beyer, Sascha Schneider, Karl Kröner, Oskar Zwintscher, Richard Müller                                                                                     |
|                                           | Markusfriedhof                        | Pieschen                                   | Hubertusstraße 1                 | 45.000      | 1886            | evangelisch-lutherisch | Kriegerdenkmal für die Opfer des Ersten Weltkriegs, Grab von Christian Janentzky Einzel- und Sammelgräber für 50 Luftkriegstote |
|                                           | Innerer Matthäusfriedhof              | Friedrichstadt                             | Friedrichstraße 43               | 11.411      | 1724            | evangelisch-lutherisch | Grab von Wilhelm Walther und Johann Andreas Schubert 18 zivile Opfer von Luftangriffen in Einzelgräbern |
|                                           | Äußerer Matthäusfriedhof              | Friedrichstadt                             | Bremer Straße 18                 | 20.435      | 1851            | evangelisch-lutherisch | stillgelegt; Grab von Emerich Ambros, Gedenkstätten für Opfer des Ersten und Zweiten Weltkriegs, auch für die hier bestatteten über 700 Bombenopfer |
|                                           | Innerer Neustädter Friedhof           | Leipziger Vorstadt                         | Friedensstraße 2                 | 42.000      | 1732            | evangelisch-lutherisch | Gräber von Elisa von der Recke, Christoph August Tiedge, Christiane Karoline Schlegel; zahlreiche barocke Grabmale Einzel- und Sammelgräber für 22 Bombenopfer und Sammelgrab für 11 von der Roten Armee im Mai 1945 erschossene Zivilisten                                                        |
|                                           | Nordfriedhof                          | Albertstadt                                | Kannenhenkelweg 1                | 35.000      | 1901            | kommunal               | ehemaliger Militärfriedhof, Gräber von Adolph von Carlowitz, Friedrich Olbricht, Hans Oster Sammelgräber für über 1.500 Tote des Zweiten Weltkriegs, darunter 475 Bombenopfer vom Februar, März und April 1945 – überwiegend Feuerwehrangehörige                                                   |
|                                           | Innerer Plauenscher Friedhof          | Plauen                                     | Reckestraße 6                    | 4.000       | um 1296         | evangelisch-lutherisch | Grabanlage von Gottlieb Traugott Bienert mit Grabplastiken von Robert Henze, Grabstätte Erwin und Friedrich Bienert nach einem Entwurf von Walter Gropius und Gräber von Fritz und Rolf Reuter |
|                                           | Äußerer Plauenscher Friedhof          | Plauen                                     | Bernhardstraße 141               | 2.800       | 1882            | evangelisch-lutherisch | Gräber von Enno Heidebroek, Walther Pauer, Fritz Löffler, Hans Görges, Georg Mierdel 128 Luftkriegstote in Einzel- und Sammelgräbern, Zivilisten und Militärangehörige, vom 13./14. Januar und 17. April 1945                                                                                      |
|                                           | Schönborner Friedhof                  | Schönborn                                  | Seifersdorfer Straße 5           | 1.560       | um 1297         | evangelisch-lutherisch | Kirchfriedhof der Schönborner Kirche |
|                                           | Schönfeld – Kirchhof                  | Schönfeld                                  | Borsbergstraße 6                 | rund 1.000  | um 1300         | evangelisch-lutherisch | 1855 stillgelegt, Kirchfriedhof, Grab von Augusta Constantia von Friesen, Tochter der Gräfin Cosel und Augusts des Starken, in der Schönfelder Kirche |
|                                           | Schönfelder Friedhof                  | Schönfeld                                  | Borsbergstraße / Bühlauer Straße | 14.900      | 1790            | evangelisch-lutherisch | Friedhofsgrüfte aus dem 18. Jahrhundert |
|                                           | Stephanusfriedhof                     | Meußlitz (Zschachwitz)                     | Neue Straße                      | 30.000      | 1897            | evangelisch-lutherisch | Grabanlage für Zwangsarbeiter aus dem KZ Flossenbürg, 37 Luftkriegsopfer in Einzel- und Sammelgräbern. Gräber von Herbert Kegel und Irmgard Uhlig |
|                                           | St.-Pauli-Friedhof                    | Leipziger Vorstadt                         | Hechtstraße 78                   | 110.000     | 1864            | evangelisch-lutherisch | Gräber von Georg Friedrich Alfred Graf von Fabrice, Franz Ludwig Gehe und Gerhart Potthoff sowie den Eltern von Erich Kästner 428 Kriegsopfer in Sammelgrab, davon 200 Bombentote. Sammelgrab für 166 im Ersten Weltkrieg in Dresdner Lazaretten verstorbene Angehörige der Kgl. Sächsischen Armee |
|                                           | Striesener Friedhof                   | Striesen                                   | Gottleubaer Straße 2             | 59.500      | um 1883         | evangelisch-lutherisch | Gräber von Friedrich Pappermann, Rudolph Hölbe, Max Helas, Wilhelm Christian Crecelius, Joachim Zschocke, Nikolaus Joachim Lehmann |
|                                           | Trinitatisfriedhof                    | Johannstadt                                | Fiedlerstraße 1                  | 93.000      | 1816            | evangelisch-lutherisch | Grab von Carl Gustav Carus, Ernst Rietschel, Caspar David Friedrich, Friedrich Wieck, Wilhelmine Schröder-Devrient, Therese Malten 39 zivile Luftkriegstote und 48 Soldatengräber |
|                                           | Unkersdorfer Friedhof                 | Unkersdorf                                 | Am Schreiberbach                 | 1.300       | vor 1400        | evangelisch-lutherisch | Ruhestätte der Dorfbewohner und Pfarrer, entstand zeitgleich mit der Unkersdorfer Kirche im 14. Jahrhundert |
|                                           | Urnenhain Tolkewitz                   | Tolkewitz                                  | Wehlener Straße 15               | 70.500      | 1911            | kommunal               | ausschließlich Urnenbegräbnisse, Krematorium, Gräber von Heinrich Barkhausen, Erich Ponto, Richard Mollier, Max Immelmann |
|                                           | Waldfriedhof Weißer Hirsch            | Weißer Hirsch                              | Am Heiderand 8–10                | 18.000      | 1898            | evangelisch-lutherisch | Gräber von Manfred von Ardenne, Antonia Dietrich, Martin Flämig, Arthur Schloßmann, Heinrich Lahmann, Max Arnhold, Karl von Appen Bombenopfer |
|                                           | Weißiger Friedhof                     | Weißig                                     | Hauptstraße                      | 6.000       | um 1235         | evangelisch-lutherisch | Kirchfriedhof, Grab von Hugo Senfft von Pilsach, historische Grabsteine Neun Luftkriegstote |
|                                           | Weixdorf Kirchhof – Lausa             | Weixdorf (Lausa)                           | Königsbrücker Landstraße 375     | rund 2.000  | um 1345         | evangelisch-lutherisch | Kirchfriedhof der Pastor-Roller-Kirche, Gräber von Samuel David Roller und der Adelsfamilien Dohna, Schönberg und Schönburg-Waldenburg |
|                                           | Weixdorfer Friedhof                   | Weixdorf (Lausa)                           | Hermsdorfer Allee 1              | 15.000      | 1830            | evangelisch-lutherisch | historische Inschrift „Quiescant in pace!“ aus dem Jahr 1830 am Eingang 26 Luftkriegstote in Einzel- und Sammelgräbern und 10 Soldaten (Grablagen zum Teil nicht mehr bekannt) |
|                                           | Wilschdorf – Kirchhof                 | Wilschdorf                                 | Reineckeweg 5                    | rund 1.200  | 12. Jahrhundert | evangelisch-lutherisch | Kirchfriedhof, seit 1893 stillgelegt, Gedenktafel für die Opfer beider Weltkriege an der Friedhofsaußenmauer |
|                                           | Wilschdorfer Friedhof                 | Wilschdorf                                 | Reineckeweg 8                    | 2.356       | 1893            | evangelisch-lutherisch | Friedhof für die Dorfbewohner, Bauerngräber teilweise mit Ährenschmuck |